# Acalypha bakeriana
Acalypha bakeriana é uma espécie de flor do gênero Acalypha, pertencente à família Euphorbiaceae.